# Ronde van Italië 2013/Vijfde etappe
De vijfde etappe van de Ronde van Italië 2013 werd gereden op 8 mei. Het ging om een vlakke rit over 203 kilometer van Cosenza naar Matera. De etappe werd, na een chaotische sprint, gewonnen door de Duitser John Degenkolb. De rozetrui bleef in het bezit van de Italiaan Luca Paolini.

## Verloop
De vlakke etappe begon met een groep vluchters met onder andere de Nederlander Brian Bulgaç. Deze groep werd op twintig kilometer van de streep weer ingelopen door het peloton, waarna er verschillende vluchtpogingen ondernomen werden. Uiteindelijk werd op ongeveer vier kilometer van de streep de laatste aanvaller teruggepakt en maakte het peloton zich op voor een massasprint. In een van de laatste bochten ging de gangmaker van de Duitser John Degenkolb, de Sloveen Luka Mezgec, onderuit. Hij betrok verschillende sprinters mee in zijn val, waardoor de Italiaan Marco Canola alleen op de finish af leek te gaan. Degenkolb wist echter zijn gangmaker te omzeilen en ging in de achtervolging. Een groep andere renners die ook aan de massale valpartij wisten te ontkomen, gingen Degenkolb en Canola achterna. Ondertussen haalde Degenkolb de Italiaan bij en ging er voorbij. Ook het achtervolgende groepje wist de Italiaan terug te pakken in de laatste meters voor de streep. Het lukte echter niet om de Duitse sprinter terug te pakken en zo soleerde Degenkolb naar zijn eerste zege van het seizoen. De winnaar van de sprint in het achtervolgende groepje was Spanjaard Ángel Vicioso voor de Duitser Paul Martens.
Door de valpartij in de laatste kilometer bleven de tijdsverschillen gelijk. De Italiaan Luca Paolini wist dus de leiding in het algemeen klassement te behouden. Hij wordt op zeventien seconden gevolgd door de Colombiaan Rigoberto Urán. Op 26 seconden volgt de nummer drie, de Spanjaard Beñat Intxausti. De beste Nederlander is Robert Gesink. Hij staat op de twaalfde plaats met een achterstand van 45 seconden. De bestgeklasseerde Belg is Francis De Greef. Hij heeft een achterstand van drie minuten en drie seconden en staat daarmee op plaats 41.
In het puntenklassement is de Duitser John Degenkolb opgeklommen naar de tweede plek. De Italiaan Luca Paolini staat hier nog steeds aan de leiding. Degenkolb zal in de zesde etappe wel in de rode trui rijden omdat Paolini al het roze om de schouders heeft. De Italiaan Giovanni Visconti heeft met succes zijn leidende positie in het bergklassement verdedigd. Ook in het jongerenklassement is niks veranderd. De Italiaan Fabio Aru gaat daar nog altijd aan de leiding. In het ploegenklassement is het de Russische Katjoesja-ploeg leider in het klassement.

## Uitslag
| Cosenza - Matera (203 km) |                   |                        |          |
| Plaats                    | Naam              | Ploeg                  | Tijd     |
| Winnaar                   | John Degenkolb    | Argos-Shimano          | 4u37'48" |
| 2                         | Ángel Vicioso     | Team Katjoesja         | z.t.     |
| 3                         | Paul Martens      | Blanco Pro Cycling     | z.t.     |
| 4                         | Sergio Henao      | Sky ProCycling         | z.t.     |
| 5                         | Matteo Trentin    | Omega Pharma-Quickstep | z.t.     |
| 6                         | Jarlinson Pantano | Colombia               | z.t.     |
| 7                         | Daniel Oss        | BMC Racing Team        | z.t.     |
| 8                         | Jens Keukeleire   | Orica-GreenEdge        | z.t.     |
| 9                         | Grega Bole        | Vacansoleil-DCM        | z.t.     |
| 10                        | Tanel Kangert     | Astana Pro Team        | z.t.     |
|                           |                   |                        |          |
| 26                        | Wilco Kelderman   | Blanco Pro Cycling     | z.t.     |

## Klassementen
| Algemeen klassement |                    |                           |           |
| Plaats              | Naam               | Ploeg                     | Tijd      |
| Roze trui           | Luca Paolini       | Team Katjoesja            | 19u56'39" |
| 2                   | Rigoberto Urán     | Sky ProCycling            | + 17"     |
| 3                   | Beñat Intxausti    | Team Movistar             | + 26"     |
| 4                   | Vincenzo Nibali    | Astana Pro Team           | + 31"     |
| 5                   | Ryder Hesjedal     | Team Garmin-Sharp         | + 34"     |
| 6                   | Bradley Wiggins    | Sky ProCycling            | z.t.      |
| 7                   | Giampaolo Caruso   | Team Katjoesja            | + 36"     |
| 8                   | Sergio Henao       | Sky ProCycling            | + 37"     |
| 9                   | Mauro Santambrogio | Vini Fantini-Selle Italia | + 39"     |
| 10                  | Cadel Evans        | BMC Racing Team           | + 42"     |
|                     |                    |                           |           |
| 12                  | Robert Gesink      | Blanco Pro Cycling        | + 45"     |
| 41                  | Francis De Greef   | Lotto-Belisol             | + 3'03"   |

| Puntenklassement |                |                 |        |
| Plaats           | Naam           | Ploeg           | Punten |
| Rode trui        | Luca Paolini   | Team Katjoesja  | 35     |
| 2                | John Degenkolb | Argos-Shimano   | 30     |
| 3                | Cadel Evans    | BMC Racing Team | 30     |
|                  |                |                 |        |
| 28               | Bert De Backer | Argos-Shimano   | 11     |
| 34               | Pieter Weening | Orica-GreenEdge | 9      |

| Bergklassment |                   |                           |        |
| Plaats        | Naam              | Ploeg                     | Punten |
| Blauwe trui   | Giovanni Visconti | Team Movistar             | 14     |
| 2             | Stefano Pirazzi   | Bardiani Valvole-CSF Inox | 11     |
| 3             | Robinson Chalapud | Colombia                  | 9      |
|               |                   |                           |        |
| 4             | Willem Wauters    | Vacansoleil-DCM           | 9      |
| 17            | Brian Bulgaç      | Lotto-Belisol             | 2      |

| Jongerenklassement |                 |                    |           |
| Plaats             | Naam            | Ploeg              | Tijd      |
| Witte trui         | Fabio Aru       | Astana Pro Team    | 19u57'54" |
| 2                  | Rafał Majka     | Team Saxo-Tinkoff  | + 19"     |
| 3                  | Carlos Betancur | AG2R-La Mondiale   | + 26"     |
|                    |                 |                    |           |
| 4                  | Wilco Kelderman | Blanco Pro Cycling | + 1'06"   |
| 13                 | Jens Keukeleire | Orica-GreenEdge    | + 13'24"  |

| Ploegenklassement |                 |           |
| Plaats            | Ploeg           | Tijd      |
|                   | Team Katjoesja  | 59u06'51" |
| 2                 | Sky ProCycling  | + 24"     |
| 3                 | Astana Pro Team | + 45"     |

## Uitvallers
- De Spanjaard Pablo Urtasun (Euskaltel-Euskadi) heeft de etappe niet uitgereden vanwege een val in de eerste etappe.[1]

1e etappe ·
2e etappe ·
3e etappe ·
4e etappe ·
5e etappe ·
6e etappe ·
7e etappe ·
8e etappe ·
9e etappe ·
10e etappe ·
11e etappe ·
12e etappe ·
13e etappe ·
14e etappe ·
15e etappe ·
16e etappe ·
17e etappe ·
18e etappe ·
19e etappe ·
20e etappe ·
21e etappe
Startlijst · Eindstanden · Afbeeldingen